# Idaea concordaria
Idaea concordaria är en fjärilsart som beskrevs av Rudolf Püngeler 1912. Idaea concordaria ingår i släktet Idaea och familjen mätare. Inga underarter finns listade i Catalogue of Life.